# Мелли, Андре
Андре Мелли (англ. Andrée Melly; 15 сентября 1932 года, Ливерпуль, Великобритания — 31 января 2020 года) — британская актриса.

## Биография
Родилась в Ливерпуле, Ланкашир, выступала в Old Vic в «Ромео и Джульетте», «Венецианском купце». Работала с Питером Финчем и Робертом Донатом в театре. В 1958 году она появилась вместе с ямайским актёром Ллойдом Рекордом в пьесе Теда Уиллиса «Жаркая летняя ночь»(1959). Она продолжала появляться на британском телевидении до 1991 года. Её другая сценическая работа включает в себя оригинальную постановку Вест-Энда — «Боинг-Боинг» в театре «Аполлон» в 1962 году с Дэвидом Томлинсоном и в роли Элис Макнот в «Убийстве сестры Джорджи в Сент-Мартине» в 1966 году.
Сыграла во многих фильмах, в том числе комедии «Красавицы святого Триниана» (1954), детективе Nowhere To Go (1958) и фильме ужасов «Невесты Дракулы» (1960). Сыграла роль французской подруги комика Тони Хэнкока в двух выпусках его шоу Hancock’s Half Hour. Более 50 раз принимала участие в радио-, а впоследствии, в телеигре Just a Minute. Сыграла в нескольких выпусках «Шоу Бенни Хилла» (скетчи «Место отправления», «Травка зеленеет», «Бо-Пип потеряла овечек» и др.).
В последние годы жила на Ивисе.

## Семья
- Брат — британский джазовый и блюзовый певец, кино- и телекритик, лектор (история искусств) Джордж Мелли (Алан Джордж Хейвуд Мелли, 1926—2007).
- Муж — британский кино- и телевизионный актёр Оскар Китак (известный, в частности, по сатирическому сериалу «Да, господин премьер-министр!»).

## Избранная фильмография
- The Belles of St Trinian’s (1954)
- Nowhere to Go (1958)
- «Невесты Дракулы» (1960)
- The Big Day (1960)
- The Horror of It All (1963)
- The Best of Benny Hill (1974)